# Dypsis pervillei
Dypsis pervillei är en enhjärtbladig växtart som först beskrevs av Henri Ernest Baillon, och fick sitt nu gällande namn av Henk Jaap Beentje och John Dransfield. Dypsis pervillei ingår i släktet Dypsis och familjen Arecaceae. IUCN kategoriserar arten globalt som akut hotad. Inga underarter finns listade i Catalogue of Life.